# لیز وسی
لیز وَسی (انگلیسی: Liz Vassey؛ زادهٔ ۹ اوت ۱۹۷۲) یک هنرپیشه اهل ایالات متحده آمریکا است.

## گزیدهٔ آثار

### تلویزیون
- سی‌اس‌آی (۲۰۱۰–۲۰۰۵)
- دو مرد و نصفی (۲۰۰۳ و ۲۰۱۱–۲۰۱۰)
- دارما و گرگ (۲۰۰۰)
- نسخه اولیه (۱۹۹۷)
- خیال باطل (۱۹۹۵)
- بخش فوریت‌های پزشکی (۱۹۹۴)
- متأهل... دارای بچه (۱۹۹۲)
- پیشتازان فضا: نسل بعدی (۱۹۹۲)

### سینما
- مرد خانه (۲۰۰۵)